# Marcel Payen
Marcel Payen (1895-1966) est un portraitiste-pastelliste lorrain.

## Biographie
Marcel Payen naît à Metz, en Lorraine, en 1895. Doué pour les Arts, il se tourne vers la musique et la peinture, obtenant le Premier Prix de Violoncelle au Conservatoire de Metz. Il devient ensuite l’élève du peintre Alfred Pellon. Membre fondateur des « Artistes Mosellans », il expose à Metz et à Nancy, où son art, discret et de haute qualité, est apprécié des amateurs avertis. Il est connu comme pastelliste et portraitiste.  

## Sources
- Mémoires de l'Académie nationale de Metz, ANM, Metz, 1957-1958 (LXXIV).